# Ebbe Sunesen
Ebbe Sunesen (født ca. 1165, død 31. januar 1208 i slaget ved Lena) var en dansk godsejer og stormand, bror til Anders, Jacob, Johannes, Lars og Peder Sunesen og far til Johannes Ebbesen.
Han var søn af Sune Ebbesen (død 1186) og Cæcilia.
Ebbe Sunesen skænkede Esrum Kloster gods i Alsønderup og Nørre Herlev. Ebbe afgav som sine søskende sin lod i Haverup Ore til Sorø Kloster. Ebbe kaldes ofte for "Ebbe Sunesen, af Knardrup", men tilhøret hertil er først påviseligt for sønnen Peder. Ebbe var vidne for Kong Knud VI 1192/1201 og 1196 i Grønholt.
Ebbe Sunesen er sandsynligvis den Ebbe der nævnes i tre af Vilhelm af Æbelholts breve: havde bryde og landbo i Alsønderup og blev af abbeden anmodet om bidrag og hjælp. Desuden nævner Vilhelm en bøn for Ebbe i Æbelholt Kloster, et tegn på, at Ebbe har været en af klostrets velgørere.
Han døde i slaget ved Lena, hvor han var ledende hærfører og hvor også broderen Lars døde. Ebbe Sunesen og Lars Sunesen er begravet ved siden af hinanden i Sorø Klosterkirke. 